# Jean-Baptiste Weckerlin
Jean-Baptiste Weckerlin ou Wekerlin, né le 9 novembre 1821 à Guebwiller et mort le 20 mai 1910 au Trottberg, est un compositeur, bibliothécaire et musicographe français.

## Biographie
Fils ainé d’un teinturier et fabricant d’étoffes de coton, Jean-Baptiste Weckerlin a grandi dans une famille de la bourgeoisie aisée de Guebwiller qui le destinait à lui succéder dans l’industrie. Envoyé, à l’âge de onze ans au collège de La Chapelle, près de Belfort, il est envoyé, après quatre années, à Strasbourg, où il suit les cours de chimie de Persoz et de physique de l’Académie, et le cours de mécanique professé par Schwilgué, qui reconstruisait alors l’horloge astronomique de Strasbourg. Cette vocation ne plaisait d’ailleurs pas à ses parents, qui s’en plaignaient. Enfin retourné chez ses parents, pour embrasser la profession paternelle, il a passé deux ans dans la teinturerie de son père.
Grand amateur de musique, qu’il avait essentiellement apprise en autodidacte, il accueillait fréquemment des réunions musicales chez lui. Sans avoir appris l’harmonie, mais jouant de la plupart des instruments de l’orchestre, il composait, chaque jour, dans son cabinet de chimie, sur un grand clavecin. En 1843, après deux années passées dans la teinturerie de son père, ayant pris l’industrie familiale en aversion, il a décidé à se consacrer à la musique. Il a sollicité un congé pour aller voir un ami de collège habitant Mulhouse, sans dire qu’il y avait retenu en secret une place dans la diligence de Paris, et bravé l’opposition familiale en s’enfuyant de la maison paternelle. Arrivé dans la capitale, le 25 juin 1845, après trois jours et deux nuits de voyage, muni d’une paire de bas de onze francs et d’une guitare, résolu à chanter au besoin dans les cours, jusqu’au prochain concours du Conservatoire, auquel il s’est présenté, muni d’une faible leçon d’harmonie et d’une ouverture à grand orchestre.
Reçu, le 8 janvier 1844 au concours d’entrée du Conservatoire de Paris, sur la recommandation de Chrétien Urhan, il suit un cours d’harmonie dans la classe d’Antoine Elwart, puis de Antoine Ponchard pour le chant, et d'Halévy pour la composition, où il est demeuré quatre ans, vivant de leçons, dirigeant diverses chorales. En 1849, il participe, avec François Jean Baptiste Seghers, à la fondation de la Société Sainte Cécile dont il assure la direction du chœur pendant cinq ans.
En 1847, il a fait exécuter au Conservatoire sa symphonie héroïque Roland à Roncevaux, qui a eu pour auditeurs le duc et la duchesse de Montpensier, et il s’est ensuite entièrement livré au professorat et à la composition. Ses premiers essais de composition sont des « lieder », suivis d’une série d’opéras, d’oratorios, de chœurs, etc. Il acquiert une notoriété en occupant la fonction de chef de chœur au sein de la Société Sainte-Cécile entre 1850 et 1855. Il a été renommé comme compositeur d’œuvres chorales.
En 1853, après avoir publié quelques romances, il remporte un premier succès au Théâtre-Lyrique avec son opéra-comique en un acte l’Organiste dans l’embarras, qui a eu plus de cent représentations. En 1857, l’opérette Tout est bien qui finit bien a été très applaudie aux Tuileries. Il a fait jouer, au théâtre de Colmar, deux opéras comiques en dialecte alsacien : le 17 septembre 1873, il donne Die dreifach Hochzeit im Bäsethal, le 31 mai 1879, D’r verhäxt Herbst (la Vendange ensorcelée), ouvrage en 4 actes. Entretemps, il a créé Fontenoy, à la Gaîté Vizentini, en 1877. Un autre, le Sicilien, sur la pièce de Molière, avait été répété vingt-trois fois, lorsque la partition en a été détruite durant l’incendie de l’Opéra-Comique du 25 mai 1887. Weckerlin affirme avoir composé vingt huit autres opéras, dont les manuscrits inédits étaient conservés dans son cabinet de bibliothécaire au Conservatoire.
En dehors du théâtre, il a, en effet, écrit des œuvres considérables, dont les deux plus connues sont les Poèmes de la Mer, exécuté sous sa direction au Théâtre Italien, en 1860 et l’Inde, poèmes symphoniques. Outre Roland, l’on retient Prométhée, les Catacombes de Rome, scènes avec orchestre ; La Forêt, symphonie ; Le Jugement dernier, oratorio ; la Messe de Sainte-Cécile ; la Vie des Alpes, scènes suisses avec orchestre ; Samson, drame biblique ; La Fête d’Alexandre, oratorio profane ; La Légende du Juif Errant, poème avec strophes déclamées ; des suites d’orchestre ; des ouvertures ; des marches pour orchestre (Orientale, Gauloise, Slave, Nuptiale) : en tout 500 mélodies publiées ; 400 inédites ; des duos, des trios, des chœurs.
Mélodiste avant tout, Weckerlin est passé à la postérité comme folkloriste. Associant les charmes du passé à ceux de la mélodie pure, ses harmonisations et ses arrangements pour piano ont popularisé les productions anciennes qu’il avait restaurées, en particulier ses bergerettes. Ses Échos du temps passé ont ressuscité nombre de chefs-d’œuvre inconnus, mettant en lumière le patrimoine des chants traditionnels français, et initié les amateurs au style de Lully, de Rameau et des autres maitres de l’ancienne école jusqu'au Moyen âge. Après le décret de 1851 prescrivant la recherche des chansons à travers les provinces de France, il a fourni un énorme effort, au terme duquel il a publié, avec l’aide de Champfleury son recueil de Chants et chansons populaires des provinces de France. Il a en outre donné des Chansons et rondes populaires, des Chants des Alpes, des Bergerettes, romances et chansons du XVIIIe siècle (1860). Il est peut-être l’auteur du fameux chœur à 4 voix Mon cœur se recommande à vous, qu’on attribuait jusqu’à présent au compositeur de la Renaissance Roland de Lassus.
Ces travaux d’érudition désignaient ce bibliophile averti, déjà bibliothécaire et archiviste de la Société des compositeurs de musique, sur la recommandation d’Auber, au poste de préposé la bibliothèque du Conservatoire, en 1869, puis sous-bibliothécaire en 1872, et bibliothécaire en 1876, en remplacement de Félicien David, dont il avait été l’adjoint officieux, ce dernier n’ayant de bibliothécaire que le nom. Son œuvre en tant que bibliothécaire est considérable : une fois en fonction, il s’est entièrement dévoué à sa tâche, se tenant au courant de tout le mouvement littéraire et artistique, entreprenant sans hésitation les plus grands voyages partout en Europe pour faire copier des partitions. Il a ainsi considérablement accru le fonds, qui, à son entrée comprenait 15 000 volumes, pour parvenir à 30 000, au jour de sa retraite. Il a régularisé le dépôt légal, créé une collection d’autographes (plus de cinq cents), et une de portraits d’artistes s’élevant à 4 000. Enfin, il a établi, puis publié, en 1885, le Catalogue de la Bibliothèque. Il a, en outre, publié une histoire des Chansons Populaires de France en 2 vol., les Chansons Populaires d’Alsace et Musiciana (3 vol.), recueillant nombre de faits et de remarques puisés au cours de ses recherches. Sa vaste érudition musicale étonnait Berlioz et Gounod.
Membre du jury des concours du Conservatoire, nommé chevalier de la Légion d’honneur, le 5 aout 1884, il était, en outre, décoré de divers ordres étrangers, il a été forcé d’abandonner son poste et de retourner dans son pays natal, après avoir été renversé par une voiture alors qu’il traversait la place de la Madeleine. Il avait épousé, le 30 janvier 1856, à Paris 2e, Fanny-Marie Cinti-Damoreau (1834-1906), fille de la prima donna des derniers opéras parisiens de Rossini, Laure Cinti-Damoreau. Ses funérailles ont eu lieu dans sa ville natale, le 22 mai 1910.

## Œuvres
- L’Organiste dans l’embarras, opéra-comique en un acte, Paris, 1853.
- Les Revenants bretons, opéra de salon en un acte, Paris, 1855.
- Tout est bien qui finit bien, opéra de salon en un acte, livret de Jules Malherbes, Paris, 1856.
- Die dreyfach Hochzitt im Bäsathal. Loscht’s Opärettla en 3 Actä, livret de Jean Thomas Mangold, Colmar, 1860.
- Les poèmes de la mer, « ode-symphonie » pour solo, chœur, et orchestre, 1860.
- L’Aurore et Paix, charité, grandeur, « ode-symphonie », 1866.
- L’Inde et La fête d’Alexandre, 1873.
- Après Fontenoy ou Manche à manche, opéra-comique en un acte, Paris, 1877.
- Chansons populaires de l’Alsace, Paris, Maisonneuve, 1883 (réimpr. J.-P. Gyss, Barembach, 1984), 211 p., 14 p. de planches en coul. : ill., notation musicale (ISBN 978-2-90291-237-7, OCLC 757198805).
- Chansons de France pour les petits Français, Paris, Plon, 1886.
- Chansons populaires du Pays de France, avec notices et accompagnements de piano, Paris, Heugel, 2 tomes en un, 1903.
- D’r verhaxt' Herbst, Lustoperettla uf Colmarditsch en 4 Akte, livret de Jean Thomas Mangold, Sutter, Rixheim, 1907.
- La Laitière de Trianon, opérette en un acte.
- Le Jugement dernier, « ode-symphonie ».

Arrangements
- Jean-Baptiste Lully : Le Bourgeois gentilhomme. Comédie-ballet en 5 actes, Paris, Durand, 1884 (livret de Molière).
- Christoph Willibald Gluck : La Rencontre imprévue ou les pèlerins de la Mecque. Opéra-comique, Paris, Legouix.

Écrits
- Histoire de l’instrumentation depuis le seizième siècle jusqu’à l’époque actuelleLauréat de la médaille d’or de l’Académie en 1875.
- Bibliothèque du Conservatoire national de musique et de déclamation : Catalogue bibliographique, orné de huit gravures, Paris, Firmin Didot, 1885, 512 p. (lire en ligne).